# セルヒオ・アラウホ
セルヒオ・エセキエル・アラウホ（Sergio Ezequiel Araujo, 1992年1月28日 - ）は、アルゼンチン・ブエノスアイレス出身のサッカー選手。セロ・ポルテーニョ所属。ポジションはFW。

## 経歴
ボカ・ジュニアーズのユースチームでキャリアをスタートさせ、2009年12月14日、CAバンフィエルド戦でデビューを果たした。2010年11月21日にはアルセナルFC戦で初ゴールを記録すると、徐々に出場時間が増えていき、スターティングメンバーとしての出場も増えるようになる。次のシーズンを迎える頃には、レアル・マドリードやFCバルセロナのような欧州のビッグクラブから注目を集めるようになっていた。
2012年7月19日、FCバルセロナへの2年間の長期ローン移籍が決定。バルセロナは買取りオプションも有しており、当面はFCバルセロナBでプレーすることとなっている。シーズン終了後にボカにレンタルバックされ、翌シーズンからはCAティグレにレンタルされた。
2024年7月19日、UDラス・パルマスに移籍した。
AEKアテネFCへ3回に及ぶローン移籍を経て、2021年7月16日に完全移籍となった。
2024年9月13日、セロ・ポルテーニョに移籍した。

## 代表歴
U-17アルゼンチン代表として2009 南米U-17選手権に出場し3ゴールを決めた。また2009 FIFA U-17ワールドカップにも出場し3ゴールを決めた。2011 南米ユース選手権では1ゴールを記録した。

## タイトル
A.E.K
- スーパーリーグ : 2017-18, 2022-23
- キペロ・エラーダス : 2022-23